# Liste des voies express du Maroc

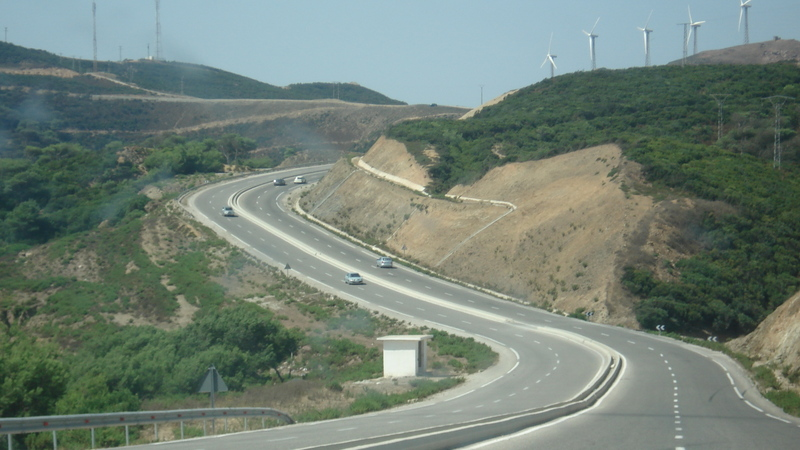
RN 16 au niveau de Fnideq

Au Maroc, contrairement aux  autoroutes, les voies express n’ont aucun statut légal. Sont considérées comme voies express des routes à deux fois deux voies, sans péage et avec intersections à niveau (contrairement aux autoroutes) et de statut variable (route nationale, régionale ou provinciale). La vitesse maximale autorisée sur l'ensemble des voies express est de 100 km/h. Le réseau des voies express, d'une longueur totale de 2 177 km, dont la majeure partie a été construite pendant la dernière décennie. Les voies express en cours de construction sont situées en grande partie en zones montagneuses et soumises à de forts intempéries. La réalisation des voies express  se fait lentement, car contrairement aux pénalités pour les autoroutes, le retard dans les livraisons est moins sévère dans les groupes qui effectuent les travaux sur les autoroutes.

## Réseau existant

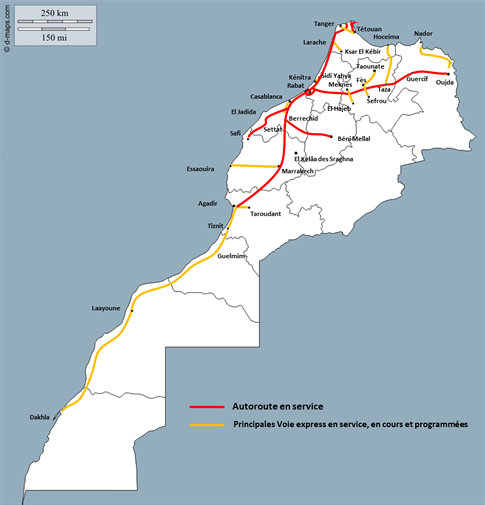
Tracé des principales Autoroutes et Voies express du Maroc

### Voies express principales
| Numéro                                                                    | Villes desservies                                                                          | Longueur |
| ------------------------------------------------------------------------- | ------------------------------------------------------------------------------------------ | -------- |
| N1 Voie express Kénitra - Salé                                            | Kénitra - Sidi Bouknadel - Salé                                                            | 32 km    |
| N1Voie express Taghazout - Tiznit                                         | Taghazout - aourir - Agadir - Aït Melloul - Tiznit                                         | 122 km   |
| N1Voie express Tiznit - Dakhla                                            | Tiznit - Guelmim - Tan-Tan - Tarfaya - Tah - Laâyoune - Boujdour - Dakhla                  | 1055 km  |
| N1A Voie express Larache - Ksar El Kébir                                  | Larache - Ksar El Kébir                                                                    | 35 km    |
| N2 Voie express Tanger – Tétouan                                          | Tanger - Mellousa - Tétouan                                                                | 54 km    |
| N2 Voie express Tétouan - Chefchaouen                                     | Tétouan - Chefchaouen                                                                      | 48 km    |
| N2 Voie express Kassita – Ajdir                                           | Kassita - Beni Bouayach - Ajdir                                                            | 48 km    |
| N2 Voie express Selouane - Ahfir                                          | Selouane - Zaïo - Aklim - Berkane - Ahfir                                                  | 86 km    |
| N4 Voie express Kénitra – Sidi Yahya du Gharb                             | Kénitra - Sidi Yahya El Gharb                                                              | 19 km    |
| N4 Voie express Fès - Sefrou                                              | Fès - Séfrou                                                                               | 32 km    |
| N6 Voie express Rabat - Sidi Allal El Bahraoui                            | Rabat - Salé - El Arjat - Sidi Allal El Bahraoui                                           | 23 km    |
| N7 Voie express Marrakech – Tamansourt                                    | Marrakech - Tamansourt                                                                     | 13 km    |
| N7A Voie express Safi - A1                                                | Safi                                                                                       | 9 km     |
| N8 Voie express Chichaoua – Essaouira                                     | Chichaoua - Sid L'Mokhtar - Ounagha - Essaouira                                            | 103 km   |
| N8 Voie express Marrakech – Oulad Hassoun                                 | Marrakech - Ouled Hassoune                                                                 | 8 km     |
| N9 Voie express Mohammédia – Berrechid                                    | Mohammédia- Aïn Harrouda - Tit Mellil - Médiouna - Deroua - Nouasseur Air Base - Berrechid | 47 km    |
| N9 Voie express Marrakech – Aït Ourir                                     | Marrakech - Aït Ourir                                                                      | 27 km    |
| N10 Voie express Ait Melloul – Taroudant                                  | Agadir - Inezgane - Aït Melloul - Oulad Teïma - Taroudant                                  | 64 km    |
| N13 Voie express Meknès - El Hajeb                                        | Meknès - El Hajeb                                                                          | 28 km    |
| N15 Voie express Beni Ensar - Al Aroui                                    | Beni Ensar - Nador - Selouane - Al Aroui                                                   | 34 km    |
| N16 Voie express Tétouan – Ksar Sghir                                     | Tétouan - Fnideq - Cap Nègre - Ksar Sghir                                                  | 73 km    |
| N16 Voie express Port Nador West Med – Kariat Arekmane                    | Nador - selouane - Nador West Med                                                          | 51 km    |
| N17 Voie express Oujda - Saïdia                                           | Saïdia - Ahfir - Oujda                                                                     | 72 km    |
| N23Voie express Benslimane - Bouznika                                     | Bouznika - Benslimane                                                                      | 14 km    |
| N25 Voie express El Menzeh – Ain El Aouda                                 | El Menzeh - Ain El-Aouda                                                                   | 7 km     |
| N25 Voie express Fkih Ben Salah - Ouled Nemma (N8)                        | Fkih Ben Salah - Oulad Nemma                                                               | 25 km    |
| N29 Voie express Taza – Kassita                                           | Taza - Aknoul - Kassita                                                                    | 95 km    |
| 301 Voie express El Jadida - Port Jofr Lasfar                             | El Jadida - Jorf Lasfar                                                                    | 12 km    |
| 313 Voie express Mohammédia - Benslimane.                                 | Mohammédia- Benslimane                                                                     | 24 km    |
| 315 Voie express Casablanca - Médiouna,                                   | Casablanca - Médiouna                                                                      | 11 km    |
| 320 Voie express Casablanca – Sidi Rahhal Chataï                          | Casablanca - Dar Bouazza - Benabid - Sidi Rahhal Chataï                                    | 32 km    |
| 322 Voie express Rabat - Casablanca                                       | Casablanca - Mohammédia- El Mansouria - Bouznika - Harhoura - Rabat                        | 68 km    |
| 605 Voie express Ajdir – Al Hoceima                                       | Ajdir (Al Hoceïma) - Al Hoceïma                                                            | 7 km     |
| 607 Voie express El Aïoun Sidi Mellouk (A2) – Berkane                     | El Aïoun Sidi Mellouk - Tafoughalt - Berkane                                               | 37 km    |
| 3015 Voie express Casablanca - Nouvelle Lahraouine (N9)                   | Casablanca - Nouvelle Lahraouine                                                           | 5 km     |
| 3020 Voie express Casablanca - Ville Verte                                | Casablanca - Ville verte                                                                   |          |
| 4025 Voie express Rabat - Ain Aouda                                       | Rabat - Ain El-Aouda                                                                       | 23 km    |
| Voie express Tanger – Achakkar                                            | Tanger                                                                                     | 8 km     |
| Voie express de Taddart (Ville Verte - Aéroport Mohammed-V de Casablanca) | Ville verte - Nouasseur Air Base                                                           | 9 km     |
| Total                                                                     | Total                                                                                      | 2419 km  |

### Pénétrantes
| Numéro                                                                          | Ville       | Longueur |
| ------------------------------------------------------------------------------- | ----------- | -------- |
| N9 Pénétrante de Marrakech-Palmeraie                                            | Marrakech   | 10 km    |
| N11A Pénétrante d'Agadir                                                        | Agadir      | 11 km    |
| 209 Pénétrante de Chichaoua                                                     | Chichaoua   | 11 km    |
| 412 Pénétrante de Chefchaouen                                                   | Chefchaouen | 4 km     |
| 4402 Pénétrante de Lixus (A5 (Échangeur Larache-Nord – Station Balnéaire Lixus) | Lixus       | 6 km     |
| 4602 Pénétrante de Tanger-Ain Dalia                                             | Tanger      | 7 km     |
| Total                                                                           | Total       | 49 km    |

### Rocades
| Numéro                         | Ville        | Longueur |
| ------------------------------ | ------------ | -------- |
| Contournement de Nador         | Nador        | 16 km    |
| Nouvelle rocade de Assilah     | Assilah      | 2,5 km   |
| Rocade des Deux Mers de Tanger | Tanger       | 21 km    |
| Rocade 9 de Tanger ,           | Tanger       | 11 km    |
| Rocade 1 de Rabat-Salé         | Rabat - Salé | 19 km    |
| Rocade 2 de Rabat-Salé         | Rabat - Salé | 8 km     |
| Rocade Nord-Est d'Agadir       | Agadir       | 18 km    |
| Total                          | Total        | 95,5 km  |

## Réseau en construction
- N1 Voie Express Salé - Kénitra, triplement des voies (2x3) (32 km)
- N1 : Voie express Casablanca - Had Soualem, (20 km)
- (future N1, en site propre) Contournement Nord-Est du Grand Agadir (29 km), Aéroport Al Massira – N11A – Port d'Agadir (770 MDH) (ouverture prévue en 2024)[15]
- N1 Voie express Agadir – Aït Melloul, triplement des voies (2X3) + trémies (20 km) (ouverture prévue en 2024)[16]
- N2 Voie express Tétouan – Chefchaouen (50 km)
- N4 Voie express Sidi Yahya du Gharb – Sidi Kacem (54 km)
- N8 Voie express Fès – Taounate (73 km)
- N13 Voie express Midelt – Tizi n' Talrhemt (15 km)
- 707 Voie express El Hajeb – Ifrane (29 km)

## Réseau en projet
- Rocade Sud de Marrakech (13 km)
- (future N1, en site propre) Contournement Nord-Est du Grand Agadir (15 km), Port d'Agadir – Station Balnéaire Taghazout
- N1 Voie express Tanger – Assilah (26 km)
- N1 Voie express Safi – Essaouira (116 km)
- N1 Voie express Essaouira – Agadir (175 km)[17]
- N7A Voie express Safi – A1 (Échangeur Safi-Centre) (9 km)
- N7A Voie express Marrakech – Safi (120 km)
- N9 Voie express Aït Ourir – Ouarzazate (Tunnel de l'Ourika) (175 km)[18]
- N9 Pénétrante de Ouarzazate (18 km)
- N13 Voie express Meknès – Errachidia – Rissani (381 km)
- N16 Voie express Tanger – Ksar Sghir (25 km)[19]
- N27 Voie express Moulay Bouselham - échangeur A5 (8 km)
- 405 Voie express Kénitra – Sidi Allal El Bahraoui (25 km)
- 417 Voie express Sidi El Yamani (A5) – Tétouan (51 km)
- 5007:Voie express Fès - Moulay Yacoub (16 km)